# Julius Katchen
Julius Katchen (Long Branch, 15 agosto 1926 – Parigi, 29 aprile 1969) è stato un pianista statunitense.

## Biografia
Figlio di due musicisti di origine ebraica (la madre era pianista e il padre violinista dilettante), Katchen debuttò a soli 10 anni eseguendo il Concerto per pianoforte in re minore K 466 di Mozart. Il direttore d'orchestra Eugene Ormandy, a cui erano giunte voci sul ragazzo prodigio, invitò Katchen ad esibirsi con la Philharmonia Orchestra a New York, sotto la guida di John Barbirolli. Il concerto ebbe successo, e il New York Times dedicò un articolo di grande elogio al giovane pianista.
Fino al completamento della scuola superiore rimase a casa, prendendo lezioni private da un insegnante e studiando musica costantemente. Si iscrisse quindi al Haverford College in Pennsylvania, dove si laureò in Filosofia nel 1946, primo studente del suo corso, impiegando tre anni invece dei quattro previsti. Vinse una borsa di studio – per i meriti universitari – che gli permise di recarsi a Parigi, dove rappresentò gli Stati Uniti al primo Festival Internazionale dell'UNESCO: in tale occasione eseguì il Quinto Concerto per pianoforte di Beethoven. Nel 1947 tornò in Europa per una tournée che lo portò a Roma, Venezia, Napoli, Londra, Stoccolma, Copenaghen, Zurigo, Salisburgo e ancora Parigi, dove poco dopo si stabilì.
Nel 1951 fu tra i fondatori del Trio Suk, con Josef Suk e János Starker. Negli anni a seguire continuò a dare concerti in Europa e Stati Uniti, riscuotendo un buon successo di critica e di pubblico.
La vita e l'intensa carriera di Julius Katchen furono stroncate dal cancro nella primavera del 1969; il 12 dicembre 1968 si esibì in pubblico per l'ultima volta, suonando il Concerto per la mano sinistra di Ravel con la London Symphony Orchestra.

## I recitals
Katchen era annoverato tra i maggiori virtuosi della scuola pianistica americana. Oltre che di grande tecnica era dotato di un'energia tale da consentirgli di tenere più di cento concerti in un anno (ad Atene si esibì dodici volte in tre settimane) e di sostenere programmi lunghissimi. A Londra, per esempio, in una sola serata eseguì il Terzo Concerto di Beethoven, il Secondo di Rachmaninov e il Secondo di Brahms; il 23 ottobre 1960, sempre a Londra, alla fine di un recital che prevedeva la Sonata in si bemolle di Schubert e le Variazioni Diabelli di Beethoven, suonò, sempre di Beethoven, l'intera Appassionata come bis.
Dal 12 al 22 aprile 1964 tenne quattro recitals alla Wigmore Hall di Londra, nei quali si dedicò al ciclo completo delle opere pianistiche di Brahms. Nel dicembre del 1968 partecipò a uno spettacolo dei Rolling Stones, dove eseguì due brani di Mozart e De Falla.

## Le registrazioni
Katchen, nel 1949, fu il primo pianista a registrare come solista un LP, contenente la Terza Sonata (in Fa minore, op. 5) di Brahms (per la Decca). Tuttavia, una parte cospicua della discografia di Katchen comprende opere per pianoforte e orchestra (tra cui tutti i Concerti di Beethoven, Brahms e Liszt). Il suo repertorio spaziava da Bach a compositori del Novecento come Ned Rorem e Benjamin Britten, con cui lavorò in prima persona, ma fu probabilmente Brahms che Katchen approfondì con i risultati migliori: oltre ai Concerti e alle opere per pianoforte solo (la cui edizione integrale - pubblicata dalla Decca - è rimasta ineguagliata), sono da sempre apprezzate le sue registrazioni di musica da camera brahmsiana (sonate per violino e pianoforte e trii) con Suk e Starker.

## Curiosità
Katchen e sua moglie erano appassionati collezionisti di netsuke: 195 pezzi della loro collezione sono stati venduti dalla Sotheby's per 1.2 milioni di Sterline in due aste, nel 2005 e 2006.

## Discografia
- Beethoven: The Piano Concertos, Choral Fantasy, Diabelli Variations - Julius Katchen/London Symphony Orchestra/Piero Gamba, Decca
- Brahms, integrale dell'opera per pianoforte solo (8 LP), Decca, 1963-1966.
- Brahms, Pezzi per pf. - Katchen, London
- Brahms, Son. vl. e pf. n. 1-3 - Suk/Katchen, 1967 Decca
- Brahms, Trii pf. n. 1, 2 - Katchen/Suk/Starker, Decca
- Gershwin: Rhapsody in Blue; Piano Concerto - Julius Katchen/Mantovani and His Orchestra, 1955 Decca
- Liszt: The Piano Concertos - Ataúlfo Argenta/Julius Katchen/London Philharmonic Orchestra, Decca
- Katchen, Tutte le registrazioni Decca - Edizione limitata, Decca